# Безенцоне
Безенцоне (італ. Besenzone) — муніципалітет в Італії, у регіоні Емілія-Романья,  провінція П'яченца.
Безенцоне розташоване на відстані близько 400 км на північний захід від Рима, 125 км на північний захід від Болоньї, 21 км на схід від П'яченци.
Населення — 999 осіб (2014).

## Демографія
Населення за роками:

Станом на 1 січня 2023 року в муніципалітеті офіційно проживали 104 іноземці з 18 країн, серед них 23 громадяни країн Євросоюзу та 4 громадяни України.

## Сусідні муніципалітети
- Альсено
- Буссето
- Кортемаджоре
- Фйоренцуола-д'Арда
- Вілланова-сулл'Арда